# Анусін (Мазовецьке воєводство)
Анусін (пол. Anusin) — село в Польщі, у гміні Цепелюв Ліпського повіту Мазовецького воєводства.
Населення — 159 осіб (2011).
У 1975-1998 роках село належало до Радомського воєводства.

## Демографія
Демографічна структура станом на 31 березня 2011 року:
|          | Загалом | Допрацездатний вік | Працездатний вік | Постпрацездатний вік |
| -------- | ------- | ------------------ | ---------------- | -------------------- |
| Чоловіки | 85      | 18                 | 57               | 10                   |
| Жінки    | 74      | 16                 | 38               | 20                   |
| Разом    | 159     | 34                 | 95               | 30                   |